# Лома-Лінда-Вест (Техас)
Лома-Лінда-Вест (англ. Loma Linda West) — переписна місцевість (CDP) в США, в окрузі Старр штату Техас. Населення — 98 осіб (2020).

## Географія
Лома-Лінда-Вест розташована за координатами 26°25′14″ пн. ш. 98°55′49″ зх. д. / 26.42056° пн. ш. 98.93028° зх. д. (26.420471, -98.930372).  За даними Бюро перепису населення США в 2010 році переписна місцевість мала площу 0,32 км², уся площа — суходіл.

## Демографія
Згідно з переписом 2010 року, у переписній місцевості мешкало 114 осіб у 22 домогосподарствах у складі 22 родин. Густота населення становила 360 осіб/км².  Було 23 помешкання (73/км²).
Расовий склад населення:
| - 100,0 % — білих |

До двох чи більше рас належало 0,0 %. Частка іспаномовних становила 100,0 % від усіх жителів.
За віковим діапазоном населення розподілялося таким чином: 43,9 % — особи молодші 18 років, 51,7 % — особи у віці 18—64 років, 4,4 % — особи у віці 65 років та старші. Медіана віку мешканця становила 22,0 року. На 100 осіб жіночої статі у переписній місцевості припадало 75,4 чоловіків;  на 100 жінок у віці від 18 років та старших — 64,1 чоловіків також старших 18 років.
Цивільне працевлаштоване населення становило 33 особи. Основні галузі зайнятості: сільське господарство, лісництво, риболовля — 75,8 %, освіта, охорона здоров'я та соціальна допомога — 24,2 %.